# جاسم محمد عمر
جاسم محمد عمر، لاعب كرة قدم قطري يلعب حالياً في النادي الأهلي.
كانت بداياته مع أكاديمية أسباير و كانت له تجربة احترافية في الفئات السنية مع ريد بول سالزبورغ و لعب مع نادي لاسك لينتس النمساوي و اف سي باسشينغ النمساوي و انتقل إلى الأهلي في عام 2016 و انتقل إلى نادي الدحيل 2020 و لم يلعب معهم و أعاره في وقتها للأهلي.
مثل المنتخبات السنية القطرية.

## روابط خارجية
- جاسم محمد عمر على موقع قاعدة بيانات كرة القدم.إي يو (الإنجليزية)
- جاسم محمد عمر على موقع Soccerway.com (الإنجليزية)
- جاسم محمد عمر على موقع عالم كرة القدم.نت (الإنجليزية)